# Favoriten (Film)

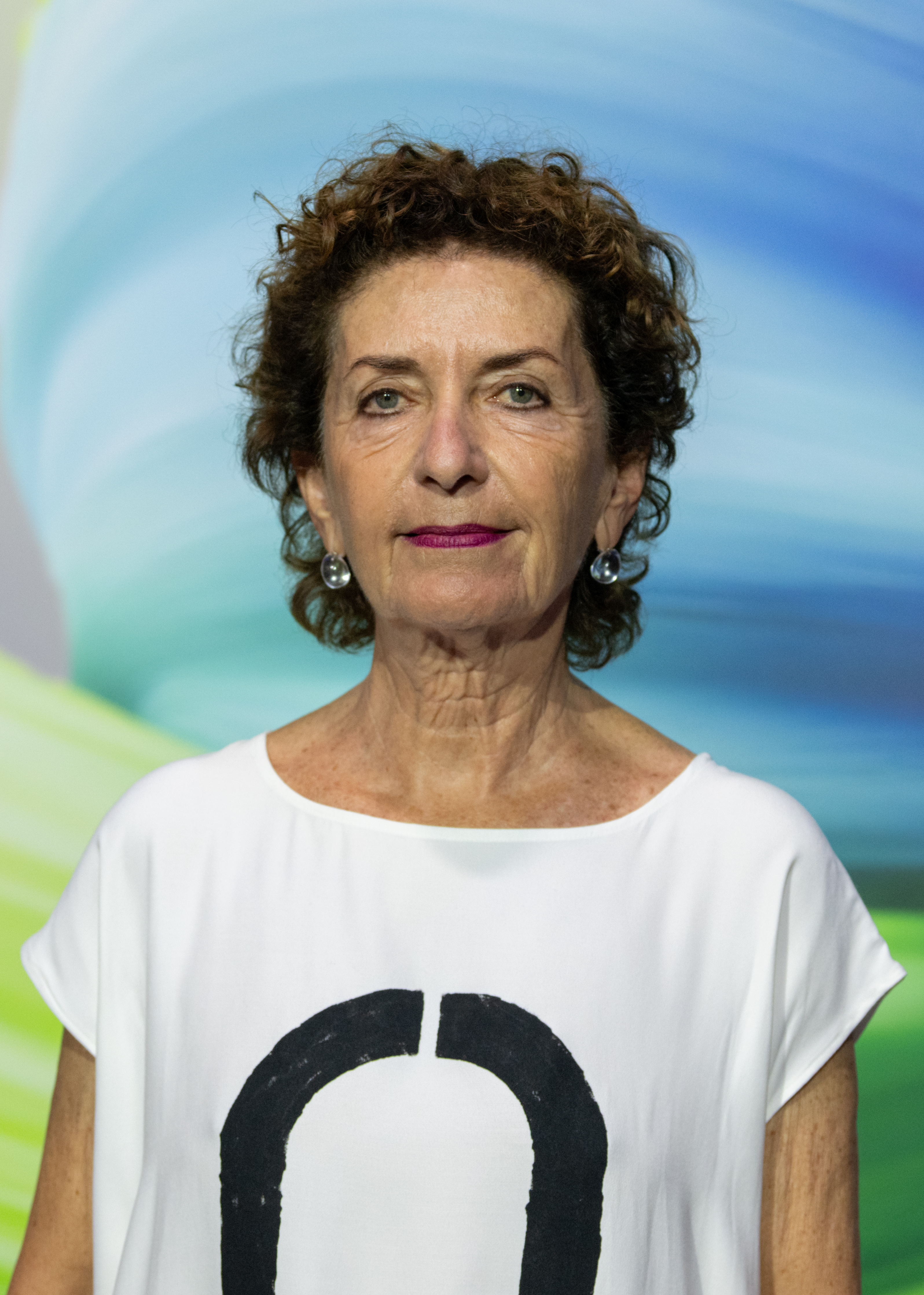
Regisseurin Ruth Beckermann (2025)

Favoriten ist ein österreichischer Dokumentarfilm unter der Regie von Ruth Beckermann aus dem Jahr 2024. Der Film feierte im Februar 2024 auf der Berlinale seine Weltpremiere als Eröffnungsfilm der Sektion Encounters. Im April 2024 wurde mit der Produktion die Diagonale in Graz eröffnet.

## Handlung
Der Film zeigt den Alltag in einer 2. bis 4. Klasse mit 25 Kindern an der größten Volksschule im Wiener Bezirk Favoriten, einer Brennpunktschule: die Probleme migrantischer Schüler, den Einsatz einer engagierten Lehrerin und das Versagen der Schulbehörde.
Ziel war, die Freuden, Ängste und Nöte der Kinder, ihre Fähigkeiten und Strategien auszuloten und herauszufinden, wer sie sind. Trotz der Schwierigkeiten zu Hause und in der Schule zeigen die Kinder, welche Energie und wie viel Kraft in ihnen steckt, wenn man sie ernst nimmt und unterstützt.

## Produktion

### Filmstab
Regie führte Ruth Beckermann, das Drehkonzept stammt von ihr und Elisabeth Menasse-Wiesbauer. Die Kameraführung lag in den Händen von Johannes Hammel und für den Filmschnitt war Dieter Pichler verantwortlich.
In einer wichtigen Rolle ist Ilkay Idiskut zu sehen, die 2025 mit dem Zivilcourage-Preis von SOS Mitmensch ausgezeichnet wurde.

### Produktion und Förderungen
Produzentin ist Ruth Beckermann. Zahlreiche österreichische Filmförderinstitutionen beteiligten sich an den Kosten für den Film: Das Österreichische Filminstitut stellte im Rahmen der Produktionsförderung 120.000 Euro zur Verfügung, im Rahmen der Referenzmittelförderung 62.363 (Stand Januar 2021). Der ORF sagte im Rahmen des Film-/Fernsehabkommens 70.000 Euro zu. Vom Filmfonds Wien kamen 120.000 Euro Produktionsförderung, von FISA Filmstandort Austria 113.000 Euro.

### Dreharbeiten und Veröffentlichung
Gedreht wurde an 45 Tagen zwischen Juli 2021 und Februar 2023 in Wien. Arbeitstitel war Die Kinder von Wien. Der Film feierte im Februar 2024 auf der Berlinale seine Weltpremiere als Eröffnungsfilm der Sektion Berlinale Encounters. Im März 2024 wird er beim Dokumentarfilmfestival CPH:DOX gezeigt. Der Vertrieb liegt in den Händen von Autlook Filmsales.

## Rezeption

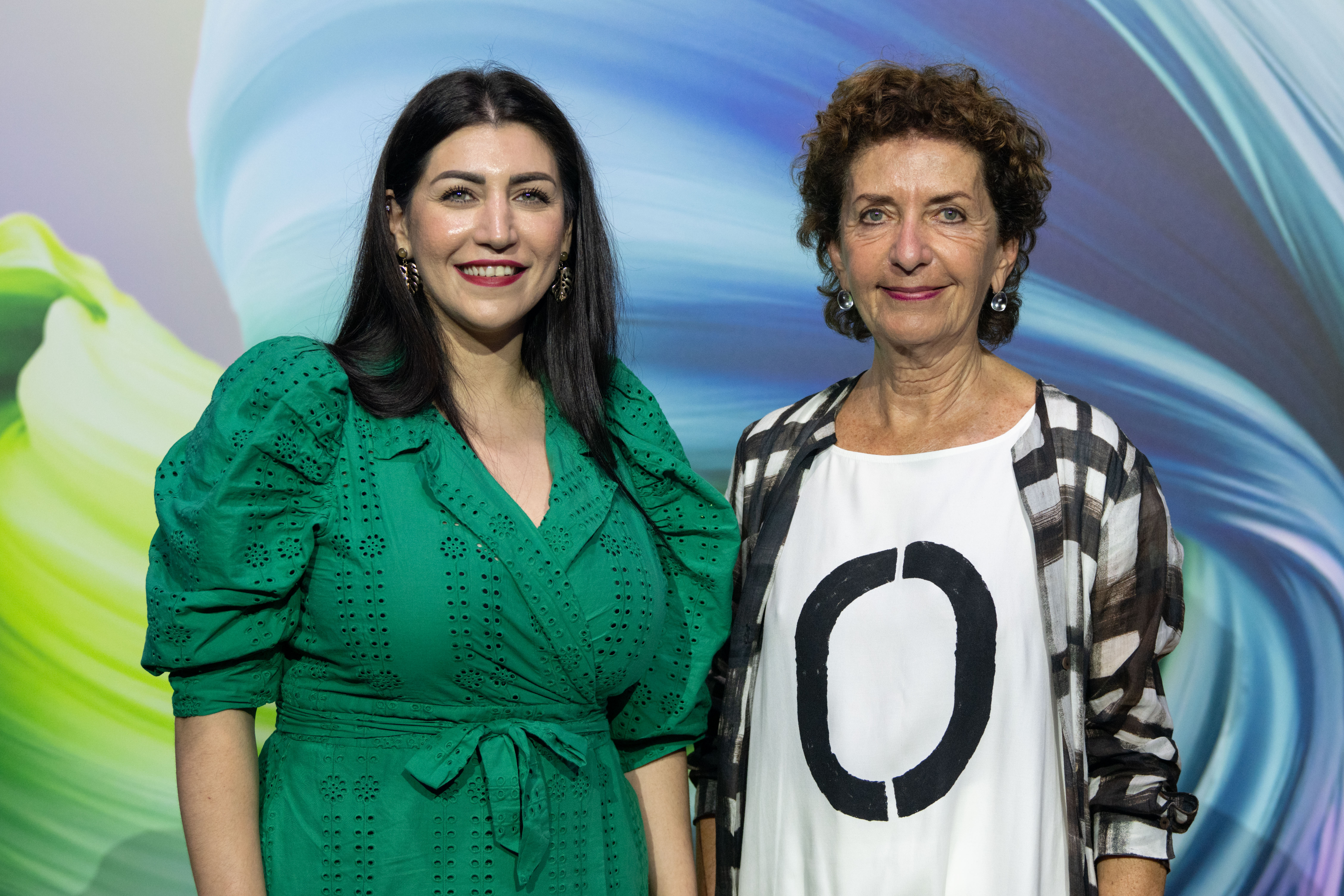
Ilkay Idiskut und Ruth Beckermann (2025)

Favoriten wurde von der Filmkritik stark wahrgenommen. Jochen Werner vergab auf Filmstarts.de vier von fünf Sternen. Der bewegende wie humanistische Dokumentarfilm skizziere die Institution Schule mit all ihren Schwächen und Fallstricken kritisch, ohne dabei das Engagement der zahlreichen Menschen, die in ihm tagtäglich ihr Bestes geben, aus den Augen zu verlieren. Die Filmzeitschrift Cinema Austriaco vergab die Note 8,5 und nannte den Film „[h]eiter, berührend, farbenfroh, außergewöhnlich lebendig und pulsierend“.
Matthias Dell urteilte auf Zeit.de, Favoriten sei eine „großartige Schuldoku“ und verweigere sich erfolgreich der Versuchung zu pädagogisieren und sich auf Erfolge zu beschränken. Vielmehr dokumentiere der Film „eher nüchtern“ die Schwierigkeiten, die im Kern politische Ursachen haben. Valerie Dirk sprach im Standard von einer „kraftvolle[n] Hommage an den Lehrberuf und eine[r] implizite[n] Forderung nach einer Reform des vom Personalmangel ausgehungerten Bildungssystems“.
Oliver Armknecht bewertete den Film auf film-rezensionen.de mit sieben von zehn Punkten. Dieser zeige im Alltag die vielen Schwierigkeiten und Probleme eines maroden Systems, aber auch anhand einer engagierten Lehrerin, wie die Schule auch ein Ort der Begegnung sein kann.

## Auszeichnungen und Nominierungen
Favoriten wurde zu den Internationalen Filmfestspielen Berlin 2024 eingeladen, wo er mit dem Friedensfilmpreis ausgezeichnet wurde. Der Film wurde auch in die Nominierungsliste für den Berlinale Dokumentarfilmpreis aufgenommen.
Auf der 62. Viennale wurde der Film im Oktober 2024 mit dem Spezialpreis der Jury gewürdigt.